# Jörg Michael Peters
Jörg Michael Peters (ur. 17 kwietnia 1960 w Altenkessel) – niemiecki duchowny rzymskokatolicki, biskup pomocniczy Trewiru od 2004.

## Życiorys
Święcenia kapłańskie otrzymał 18 lipca 1987 i został inkardynowany do diecezji Trewiru. Był m.in. sekretarzem biskupim, wikariuszem parafii katedralnej, a także proboszczem w Losheim i dziekanem tamtejszego dekanatu. 
9 grudnia 2003 papież Jan Paweł II mianował go biskupem pomocniczym diecezji Trewiru, ze stolicą tytularną Forum Traiani. Sakry biskupiej udzielił mu ówczesny ordynariusz Trewiru - bp Reinhard Marx.